# Korfball

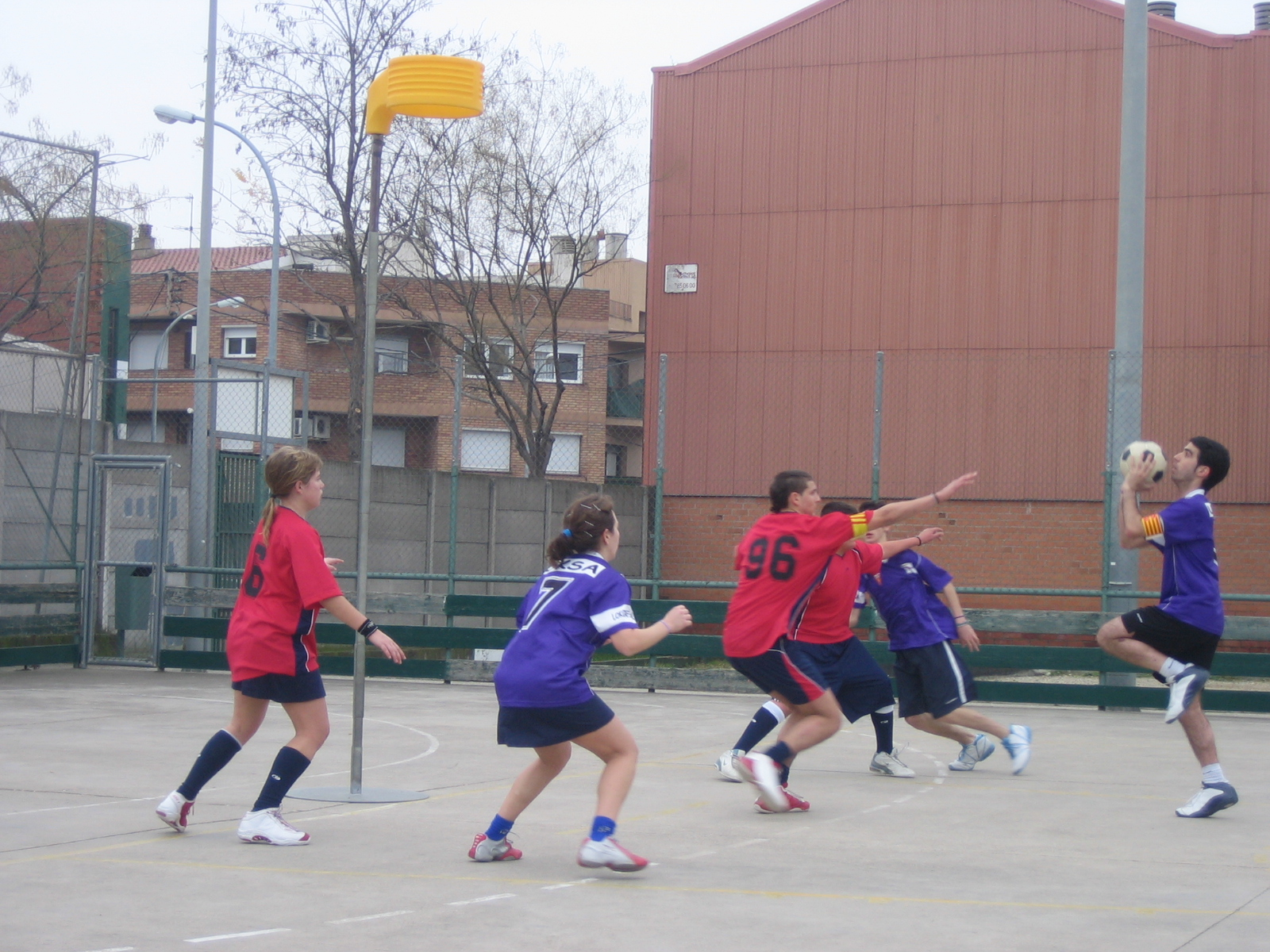
Młodzież rozgrywająca mecz korfballu

Korfball (od: niderl. korf ‘kosz’; ang. ball ‘piłka’) – koedukacyjna dyscyplina sportu drużynowego z piłką.
Korfball dostrzeżony został przez nauczycieli wychowania fizycznego, instruktorów oraz trenerów jako dyscyplina będąca doskonałym uzupełnieniem zajęć z wychowania fizycznego, propagująca zdrowy styl życia oraz zachęcająca do aktywności ruchowej. 
Jej największe walory to: gra mężczyzn i kobiet w tej samej drużynie, wysoki stopień współpracy na boisku (nie da się zagrać solo), gra 360 stopni dookoła kosza, pełnienie kilku różnych funkcji przez zawodników (brak specjalizacji w pełnieniu jednej roli), integracja.

## Historia korfballu na świecie
W 1902 roku holenderski nauczyciel wychowania fizycznego, z Amsterdamu – Nico Broekhuizen wyjechał do Nääs (Szwecja) na szkolenie z gimnastyki dla dzieci. Zainspirowany poznanym tam „ringbollem”, po powrocie do kraju stworzył zasady nowej gry i wprowadził ją swoim uczniom w szkole. Nazwał ją korfball. 
Czynnikiem utrudniającym rozwój dyscypliny był fakt, że mężczyźni i kobiety grają na równych prawach (zbyt „postępowe” zasady) oraz okres wojenny w Europie i na świecie. Kolejnym kontrowersyjnym aspektem były stroje, w których kobiety miały odkryte kostki i kolana. Jedna z gazet wypowiedziała się na ten temat: „Korfball is a monster that spreads its claws to all sides” (tłum. “Korfball jest jak potwór rozpościerający swoje szpony na wszystkie strony”). Najstarszy, wciąż funkcjonujący holenderski klub korfballu HKC ALO powstał 1 lutego 1906 roku (Den Haag). 
W 1920 i 1928 roku korfball został zademonstrowany na letnich Igrzyskach Olimpijskich. Międzynarodowa Federacja Korfballu (IKF - International Korfball Federation) została założona w 1933 roku w Antwerpii (Belgia). Po II wojnie światowej do IKF dołączały kolejne narodowe federacje, z Wielkiej Brytanii czy Niemiec. Ekspansja korfballu najszybciej przebiegała w ostatnim ćwierćwieczu XX wieku. Do 2007 roku IKF zarejestrował 54 narodowe federacje, a do 2020 - 69 krajów członkowskich z 6 różnych kontynentów.
Od 1978 roku, co cztery lata, rozgrywane są mistrzostwa świata w korfballu, a od 1985 roku jako dyscyplina nieolimpijska znajduje się na liście rozgrywek World Games. W 1993 roku dyscyplina ta została wpisana na listę MKOL, oczekując na pojawienie się na Igrzyskach Olimpijskich.

## Historia korfballu w Polsce
Początek korfballu w Polsce datuje się na sierpień 1987 roku, gdzie w olsztyńskim Kortowie odbył się kurs prowadzony przez holenderskich i belgijskich trenerów. Wtedy właśnie odbył się pierwszy pokazowy mecz korfballu w Polsce. W tym samym czasie czworo Polaków przebywało na takim kursie w Holandii. W październiku 1987 roku założono Akademicką Federację Korfballu, gdyż pierwsze drużyny powstawały wśród studentów. W 1988 roku Polska została przyjęta w poczet członków Międzynarodowej Federacji Korfballu. Następnie powstał Komitet Założycielski Polskiej Federacji Korfballu, który doprowadził, że dnia 7 lipca 1993 roku gra została oficjalnie dopuszczona do uprawiania przez dzieci i młodzież (Dz.U.Nr 36 poz.370).
W lutym 1994 roku powstała Polska Federacja Korfballu (PFK), która w 2012 roku została przekształcona w Polski Związek Korfballu (PZKorf). W lipcu 2017 roku PZKorf współorganizował World Games we Wrocławiu, na którym polska drużyna zajęła 8 miejsce. W październiku tego samego roku powstał Polski Komitet Sportów Nieolimpijskich (PKSN,) do którego PZKorf został przyjęty, a rok później został wpisany w poczet członków Polskiego Komitetu Olimpijskiego (PKOL).
Pierwszym sukcesem polskich korfbalistów (AWF Kraków) było zdobycie siódmego miejsca w 1989 roku w Klubowym Pucharze Europy w Arnhem. Natomiast w 1998 roku studenci AWF Warszawa na Akademickich Mistrzostwach Europy w Cetniewie zdobyli srebrny medal. Największym sukcesem Polaków w korfballu halowym było dziewiąte miejsce na Mistrzostwach Świata w Australii w 1999 roku oraz przyznany tam tytuł „Najbardziej spektakularnej drużyny mistrzostw”. Królem strzelców został polski zawodnik – Artur Dąbrowski, a trenerem mistrzowskiej drużyny był Holender – Jantinus Scholtmeijer. Z kolei największym sukcesem Polaków w korfballu plażowym było zdobycie złotego medalu na pierwszych Mistrzostwach Świata w Maroko w 2022 roku. Królową strzelców na tym turnieju została kapitan polskiej drużyny – Tamara Siemieniuk, a trenerem był Maciej Żak.

## Podstawowe zasady gry
Gra zespołowa, mieszana, o ograniczonym kontakcie fizycznym. W drużynie znajduje się 8 graczy: 4 kobiety i 4 mężczyzn. Boisko o wymiarach 40x20m podzielone jest na 2 strefy: ataku i obrony. Na każdej połowie umieszczony jest kosz na 3,5-metrowym słupie (bez tablicy). Gra polega na zdobyciu większej liczby punktów niż zespół przeciwny. Za każdy celny rzut zdobywamy 1 punkt - niezależnie od dystansu, czy sposobu jego wykonania. W korfballu nie wolno: biegać z piłką, kozłować, wyrywać piłki z rąk, ani podawać piłki z rąk do rąk bez fazy lotu piłki. Aby zapobiec zdobywaniu koszy przez drużynę przeciwną, możemy: przechwycić podanie bądź ustawić pozycję bronioną przed rzucającym zawodnikiem. Zgodnie z przepisami gry, krycie zawodnika odbywa się w ramach tej samej płci. Za wszelkie odstępstwa od tej zasady dyktowany jest rzut wolny lub karny. W oficjalnych meczach drużyna ma 25 sekund na rozegranie akcji ataku (liczone od momentu wejścia w posiadanie piłki przez zawodnika w strefie ataku lub po dotknięciu piłki obręczy kosza gdy następnie przejmie ją zawodnik atakujący). 
Mecze międzynarodowe trwają 4×10 min, z 1-minutową przerwą pomiędzy kwartami i 10-minutową w połowie meczu. Często spotykanym formatem gry jest też granie 2×30 minut. W przypadku remisu odbywa się dogrywka trwająca aż do momentu wrzucenia piłki do kosza przez jedną z drużyn (tzw. złoty gol). Nierozstrzygnięta dogrywka kończy się rzutami karnymi. Za zwycięstwo w normalnym czasie gry przyznawane są 3 pkt., za porażkę 0, zaś w przypadku dogrywki: wygrywająca poprzez GG drużyna otrzymuje 2 pkt. a drużyna przeciwna 1 pkt.

## Rozgrywki
Drużyny klubowe, reprezentacje narodowe seniorów i juniorów biorą udział w rozgrywkach międzynarodowych (Mistrzostwa Świata, Mistrzostwa Europy, Puchar Europy, Puchar Wicemistrzów, World Games).
Czołowe kraje światowego korfballu to Holandia (Mistrzowie Świata), Belgia, Tajwan, Chiny, Niemcy, Portugalia, Czechy i Anglia.

### Reprezentacja Polski w korfballuna arenie międzynarodowej
| Mistrzostwa Świata [ 1 ] |                        |                     |             |
| Rok                      | Mistrzostwa            | Gospodarz           | Lokata      |
| 1999                     | 6. Mistrzostwa świata  | Adelaide, Australia | 9. miejsce  |
| 2003                     | 7. Mistrzostwa świata  | Rotterdam, Holandia | 12. miejsce |
| 2007                     | 8. Mistrzostwa świata  | Brno, Czechy        | 14. miejsce |
| 2011                     | 9. Mistrzostwa świata  | Shaoxing, Chiny     | 10. miejsce |
| 2015                     | 10. Mistrzostwa świata | Antwerpia, Belgia   | 14. miejsce |
| 2019                     | 11. Mistrzostwa świata | Durban, RPA         | 11. miejsce |
| 2023                     | 12. Mistrzostwa Świata | Taipei, Tajwan      | 11. miejsce |

| Mistrzostwa Europy [ 2 ] |                       |                                |             |
| Rok                      | Mistrzostwa           | Gospodarz                      | Lokata      |
| 1998                     | 1. Mistrzostwa Europy | Portugal                       | 7. miejsce  |
| 2002                     | 2. Mistrzostwa Europy | Terrassa, Katalonia, Hiszpania | 10. miejsce |
| 2010                     | 4. Mistrzostwa Europy | Holandia                       | 9. miejsce  |
| 2014                     | 5. Mistrzostwa Europy | Portugalia                     | 8. miejsce  |
| 2016                     | 6. Mistrzostwa Europy | Holandia                       | 9. miejsce  |
| 2018                     | 7. Mistrzostwa Europy | Holandia                       | 9. miejsce  |
| 2021                     | 8. Mistrzostwa Europy | Belgia, Polska                 | 9. miejsce  |

| World Games |                 |                 |            |
| Rok         | Mistrzostwa     | Gospodarz       | Lokata     |
| 2017        | 10. World Games | Wrocław, Polska | 8. miejsce |

| European Bowl |                  |                                |            |
| Rok           | Mistrzostwa      | Gospodarz                      | Lokata     |
| 2005          | 1. European Bowl | Terrassa, Katalonia, Hiszpania | 4. miejsce |

### Reprezentacja Polski w korfballu plażowymna arenie międzynarodowej
| Mistrzostwa Świata |                       |                    |            |
| Rok                | Mistrzostwa           | Gospodarz          | Lokata     |
| 2022               | 1. Mistrzostwa świata | Nador, Maroko      | 1. miejsce |
| 2024               | 2. Mistrzostwa świata | Pattaya, Tajlandia | 4. miejsce |

| Puchar Świata (Mistrzostwa Europy) |                               |                      |            |
| Rok                                | Mistrzostwa                   | Gospodarz            | Lokata     |
| 2017                               | 1. Otwarte Mistrzostwa Europy | Haga, Holandia       | 7. miejsce |
| 2018                               | 1. Puchar Świata              | Blankenberge, Belgia | 3. miejsce |
| 2019                               | 2. Puchar Świata              | Azja                 | -          |
| 2023                               | 3. Puchar Świata              | Wrocław, Polska      | 3. miejsce |
| 2024                               | 4. Puchar Świata              | Temse, Belgia        | 2. miejsce |
| 2024                               | 5. Puchar Świata              | Bangkok, Tajlandia   | 3. miejsce |

## Polska Liga Korfballu

### Mistrzowie Polski
- 2025 - MKS Marcovia Marki[5][6]
- 2024 – Defenders Korfball Wrocław
- 2023 – MKS Marcovia Marki
- 2022 – AZS Balluff Wrocław
- 2021 – AZS Balluff Wrocław[7]
- 2020 – tytuł nierozstrzygnięty (covid-19)[8]
- 2019 – Sokół Serock
- 2018 – Mega Sports Warszawa
- 2017 – UKK WUM Warszawa
- 2016 – UKK WUM Warszawa
- 2015 –  UKK WUM Warszawa
- 2014 – Mega Sports Warszawa
- 2013 – AZS Wrocław
- 2012 – Mega Sports Warszawa
- 2011 – Mega Sports Warszawa
- 2010 – AZS Wrocław
- 2009 – Mega Sports Warszawa
- 2008 – Mega Sports Warszawa
- 2007 – AWF Warszawa
- 2006 – AWF Warszawa
- 2005 – AWF Warszawa
- 2004 – AWF Warszawa
- 2003 – Korfball Cirkus Konstancin
- 2002 – AWF Biała Podlaska
- 2001 – AWF Warszawa
- 2000 – AWF Warszawa
- 1999 – AWF Warszawa
- 1998 – AWF Warszawa
- 1997 – AWF Biała Podlaska
- 1996 – AWF Warszawa
- 1995 – AWF Warszawa
- 1994 – AWF Biała Podlaska
- 1993 – AWF Warszawa
- 1992 – AWF Kraków
- 1991 – AWF Warszawa

### Mistrzowie Polski Juniorów Młodszych
- – 2019
- – 2018
- – 2017
- – 2016
- – 2015 Cirkus Konstacin
- – 2014 Maratończyk koło
- – 2013 Hetman Sosnówka
- – 2012 Hetman Sosnówka
- – 2011 Maratończyk-DAgraf Koło
- – 2010 Hetman Sosnówka
- – 2009 Maratończyk-DAgraf Koło
- – 2008 Maratończyk Koło
- – 2007 Maratończyk Koło
- – 2006 Maratończyk Koło
- – 2005 Maratończyk Koło
- – 2004 Maratończyk Koło
- – 2003 Lider Krotoszyn
- – 2002 Iglica Wrocław
- – 2001 TOP 54 Biała Podlaska

### Mistrzowie Polski Juniorów Starszych
- – 2019
- – 2018
- – 2017
- – 2016
- – 2015 Hetman Sosnówka
- – 2014 Hetman Sosnówka
- – 2013 Hetman Sosnówka
- – 2012 Maratończyk-Sanitec Koło
- – 2011 Maratończyk-Sanitec Koło
- – 2010 Hetman Sosnówka
- – 2009 Maratończyk-Sanitec Koło
- – 2008 Fenix Krotoszyn
- – 2007 Fenix Krotoszyn
- – 2006 Maratończyk Koło
- – 2005 Maratończyk Koło
- – 2004 AKK AWF Biała Podlaska
- – 2003 Iglica Wrocław
- – 2002 AKK AWF Biała Podlaska
- – 2001 Cirkus Konstancin
- – 2000 AKK AWF Biała Podlaska